# Dimos Archanes-Asterousia
Dimos Archanes-Asterousia (Archanes-Asterousia) är en kommun i Grekland.   Den ligger i prefekturen Nomós Irakleíou och regionen Kreta, i den sydöstra delen av landet, 300 km söder om huvudstaden Aten. Antalet invånare är 17 531. Arean är 335 kvadratkilometer.
Terrängen i Dimos Archanes-Asterousia är huvudsakligen kuperad, men åt nordost är den platt.